# Гамбургская высшая школа прикладных наук
Гамбургская высшая школа прикладных наук (нем. Hochschule für Angewandte Wissenschaften Hamburg) или сокращённо HAW Hamburg — государственная высшая прикладная школа, работающая с 1970 года в Гамбурге, Германия.
По количеству студентов является вторым крупнейшим вузом Гамбурга и третьим крупнейшим прикладным вузом Германии.

## История
Учебное заведение было основано в 1970 году как Высшая прикладная школа Гамбурга (нем. Fachhochschule Hamburg), в ней были объединены шесть профессиональных и четыре инженерные гамбургские школы. Особенностью учебного плана стало смещение акцента от теории к практике с преобладанием производственных стажировок, лабораторных работ и других практических занятий. Изначально школа состояла из 13 отделений, в 1994 году здесь также появилась школа бизнеса.
В 1998 году в связи с ростом интернационализма в высшем образовании Германии Конференция Министерства образования и культуры разрешила школе именоваться университетом или высшей школой прикладных наук. Позже в 2001 году школа приобрела своё современное название Hochschule für Angewandte Wissenschaften Hamburg и HAW Hamburg.
Учебный план предусматривает программы бакалавриата и магистратуры. Занятия всех учебных программ проводятся на немецком языке, за исключением курса информационной инженерии, который преподаётся на английском и немецком. К началу 2007 года сложилась современная структура школы с разделением на четыре факультета.

## Факультеты
ВУЗ включает четыре факультета: факультет инженерии и компьютерных наук; медико-биологический факультет; факультет дизайна, средств связи и информации; факультет бизнеса и социальных наук. Каждому из факультетов соответствует один из четырёх кампусов, расположенных в черте Гамбурга.